# Cantharellus amethysteus
Cantharellus amethysteus é uma espécie de fungo pertencente à família Cantharellaceae.